# 网易微博
网易微博是一个由网易推出，提供微型博客服务的类Twitter网站。用户可以通过网页、WAP页面、外部程序和手机短信、彩信等发布消息。与一般微博服务不同，网易微博的消息最大长度限制为163个字而不是通常的140个字，与网易的域名163.com一致。并可上传图片。

## 历史
网易微博于2010年1月20日上线内测。在内测期间，网易发放邀请码使用户逐步增多。
3月20日，网易微博公测版1.0上线。
UTC+8时间7月13日19：00，网易微博暂停服务，没有给出重启服务的时间。与此同时，新浪微博、搜狐微博、凤凰微博、人民微博等微博在logo处添加“测试版”字样。此前的7月9日至12日，搜狐微博也曾进行维护。搜狐和网易均回应称维护原因是升级微博系统，然而有消息称，或许是中国的各个微博服务正在接受监管部门的整顿。网易微博于7月15日恢复。
7月31日，网易微博2.0上线，重新设计了首页并更换了logo。该版本将“回复”重命名为“评论”，使用引用框在一个页面呈现全部对话。转发功能也进行了改进。改进后的功能类似于Twitter的retweet：合并被多次转发的微博、不再允许对原微博内容进行更改、原作者删除某条微博时，转发的该条微博也会消失。
12月28日，微博2.5版上线。
2012年3月16日，网易微博将与新浪、搜狐和腾讯微博共同正式实行微博实名制。
2012年7月15日13：35网易微博暂停服务。
2014年11月5日，网易微博将正式关闭，网易微博用户将迁移至其轻博客LOFTER，以保存用户的原内容。

## 特色

### i 达人认证
与新浪微博邀请明星和名人开设微博客，并对他们进行实名认证的策略不同，网易微博的自身定位是“有态度的微博”，这和网易的自身定位——“有态度的网站”相符。因此网易推出了“i 达人认证 ”，引导用户创造有价值的内容。
“i 达人认证”是授予某个领域的行家或潮流的风向标身份标识。认证主要考虑微博账户主的真实身份、专业能力和网络表现力准。目前，i 达人认证仅授予给部分能够确认身份的用户。

### 产品整合
网易用户可在网易新闻评论页点选“转发到微博”按钮将任意评论转发到自己的微博。2011年7月6日更开始默认在网易门户新闻跟帖的用户评论左侧显示用户的微博头像以及微博加关注按钮。
网易将微博整合进入网易邮箱，允许用户在网易邮箱中查看朋友的微博状态。此外，还会推荐用户通讯录中联系人的微博账户。
网易有道实时搜索中包含了来自网易微博和新浪微博的内容。

### 第三方应用
网易微博开放了API，这让开发者能够发布各种第三方应用。
目前除移动客户端之外，还有一些趣味第三方应用推出。

## 争议

### 账户
目前，网易微博用户无法注销自己的账户。其他一些中国的微博客服务也存在同样的问题。

### 内容审查
与其他中国的微博服务一样，网易微博有内容审查。2010年7月15日，网易微博从维护中恢复服务后，内容搜索功能一度取消，而内容审查人手则翻倍。